# Liste von Persönlichkeiten der Stadt Česká Lípa

Wappen der Stadt Česká Lípa (deutsch Böhmisch Leipa)

Die Liste von Persönlichkeiten der Stadt Česká Lípa in Tschechien enthält Personen, die in der Geschichte der Stadt Česká Lípa (deutsch Böhmisch Leipa) eine bedeutende Rolle gespielt haben. Es handelt sich dabei um Persönlichkeiten, die hier geboren wurden oder gestorben sind oder hier gewirkt haben.
Für die Persönlichkeiten aus den nach Česká Lípa eingemeindeten Ortschaften siehe auch die entsprechenden Ortsartikel.

## Söhne und Töchter der Stadt
Die folgenden Personen sind in Česká Lípa oder den heutigen Ortsteilen der Stadt geboren. Ob sie ihren späteren Wirkungskreis in Česká Lípa hatten oder nicht, ist dabei unerheblich.

### Persönlichkeiten der Frühen Neuzeit
- Mauritius Elbel (1730–1798), Abt von Osek
- Joseph Hickel (1736–1807), Porträtmaler
- Joseph Gottfried Mikan (1742–1814), Botaniker und Arzt
- Anton Hickel (1745–1798), Maler
- Konrad Proche (1664/69–1727), Abt des Klosters Neuzelle

### Persönlichkeiten des 19. Jahrhunderts

Franz Schmeykal

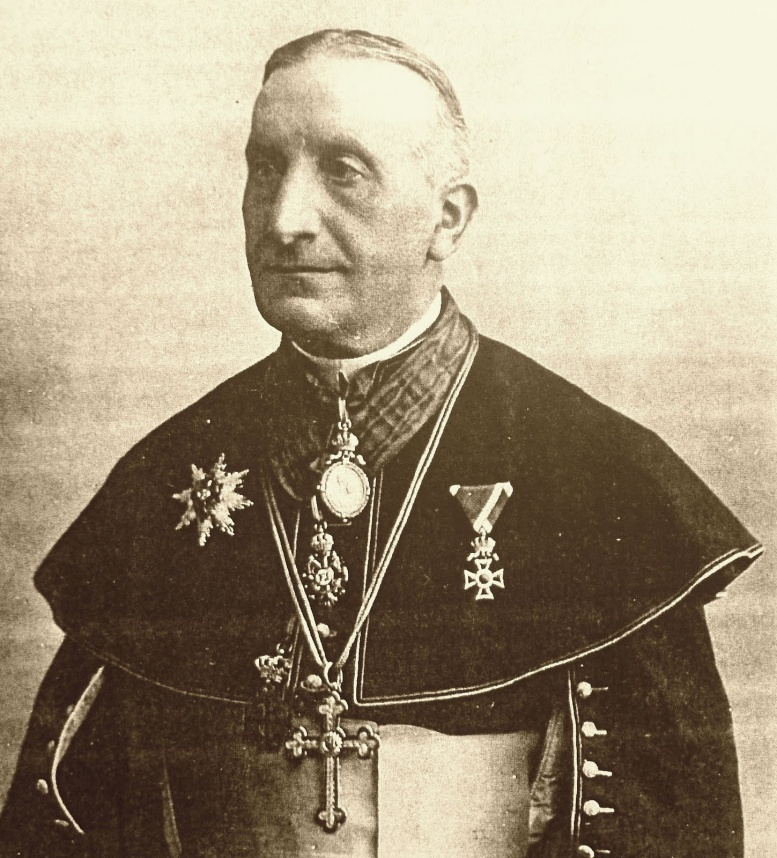
Hermann Zschokke (um 1910)

- Josef Scheiner (1798–1867), römisch-katholischer Theologe und Hochschullehrer
- Ferdinand Karl Klimsch (1812–1890), Kunstmaler, Lithograf und Kupferstecher
- Franz Schmeykal (1826–1894), Politiker, Mitglied des Böhmischen Landtags, des Landesausschusses und des k. k. Staatsgerichtshofs[1]
- Heinrich Wedrich (1835–1904), Industrieller, Kunstsammler und Mäzen
- Johann Ackermann (1836–1918), Violinist und Kammermusiker
- Hermann Zschokke (1838–1920), römisch-katholischer Theologe und Weihbischof im Erzbistum Wien
- Eduard Steffen (1839–1893), Maler und Pädagoge
- Anton Robert Leinweber (1845–1921), Maler und Illustrator
- Vinzenz Bieber (1851–1909), Paläontologe und Lehrer, geboren in Niederliebich
- Alois Prasch (1854–1907), Schauspieler, Regisseur, Theaterdirektor und Schriftsteller
- Franz Herold (1854–1943), Dichter und Schriftsteller
- August Lederer (1857–1936), Industrieller, Sammler und Kunstmäzen
- Eugenie Hauptmann (1865–1933), Malerin
- Hugo Salus (1866–1929), Arzt und Schriftsteller
- Johanna Meier-Michel (1876–1945), Bildhauerin und Kunstgewerblerin
- Franz Pohl (1896–1988), deutscher Botaniker und Hochschullehrer
- Rudolf Kanka (1899–1988), Maler

### Persönlichkeiten des 20. Jahrhunderts

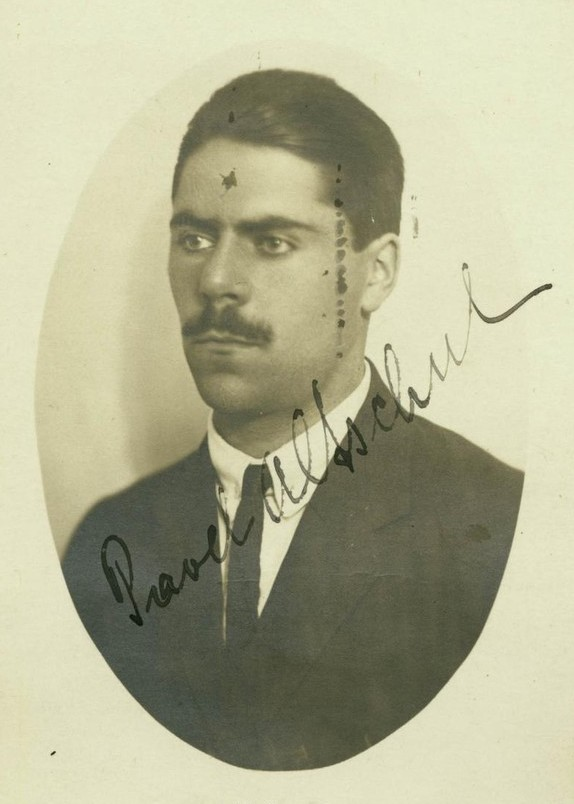
Pavel Altschul (1921)

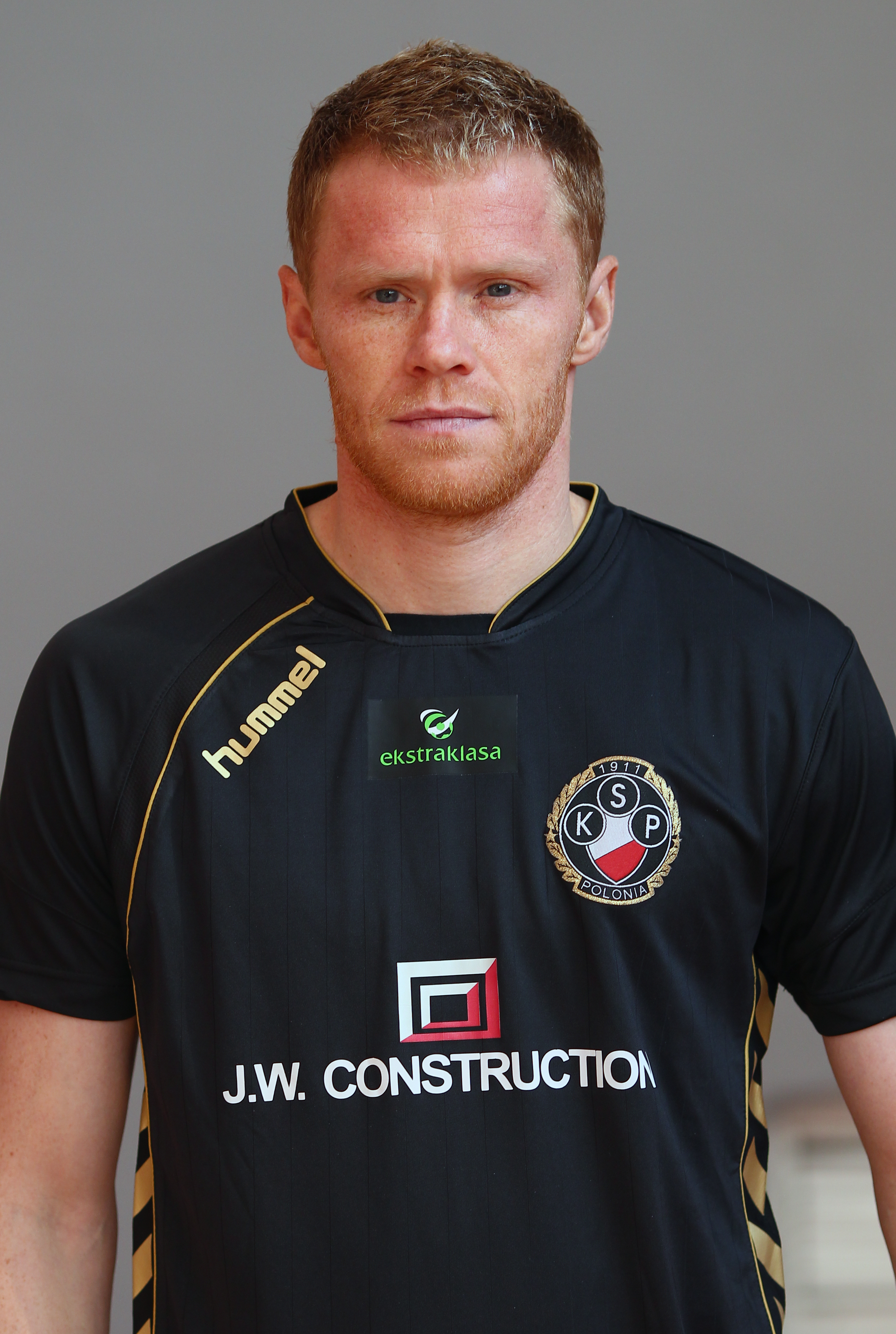
Radek Mynář (2011)

- Rudolf Krausz (1872–1928), österreichischer Architekt
- Ernst Kutzer (1880–1965), Maler, Graphiker, Autor und vor allem Bilderbuch-Illustrator in Wien
- Carl Geppert (1883–1937), Schauspieler und Sänger
- Rudolf Thume (1885–1945), Landrat des Kreises Böhmisch Leipa
- Otto Kletzl (1897–1945), Kunsthistoriker
- Ernst Kundt (1897–1947), Politiker des Nationalsozialismus und Unterstaatssekretär im Generalgouvernement
- Pavel Altschul (1900–1944), Journalist, Herausgeber und Fotograf
- Rudolf May (1902–1941), österreichisch-deutscher SA-Führer, zuletzt im Rang eines SA-Brigadeführers
- Viktor Aschenbrenner (1904–1992), Autor zahlreicher Bücher zur sudetendeutschen Kultur
- Max Schneider (1909–1958), kommunistischer Parteifunktionär
- Dolf Brandmayer (1913–2000), Sänger, Komponist und Textdichter
- Wilhelm von Wölfel (1913–2011), Bauingenieur und Hochschullehrer
- Erhard Theodor Astler (1914–1998), Maler, Grafiker und Zeichner
- Rudolf Ducke (1918–2012), deutscher Unternehmer
- Rudolf de la Vigne (1920–2004), Fußballspieler
- Helmut Braun (* 1925), deutscher Bildhauer
- Walter Roubitschek (* 1929), deutscher Agrargeograph und Hochschullehrer
- Horst Neumann (1934–2013), deutscher Dirigent
- Rudolf Jürschik (* 1935), Chefdramaturg des DEFA-Spielfilmstudios in der DDR
- Walter Steiner (1935–2012), Geologe, Paläontologe und Museumsdirektor in Weimar
- Heinz Horner (* 1938), Physiker und Hochschullehrer
- Angela Jursitzka (* 1938), Journalistin und Schriftstellerin
- Heinz Gaube (1940–2022), deutscher Irankundler
- Arnulf Lode (* 1941), deutscher Politiker (CSU)
- Werner Brandeis (1942–1988), deutscher Pädiater, Onkologe und Hochschullehrer
- Jaroslav Foldyna (* 1960), tschechischer Politiker (ČSSD)
- Petr Kellner (1964–2021), Unternehmer
- Petr Sklenička (* 1964), Hochschullehrer der Umweltwissenschaften
- Lenka Jiroušková (* 1971), Mittellateinerin
- Radek Mynář (* 1974), Fußballspieler
- Petr Benčík (* 1976), Radrennfahrer
- Luboš Bartoň (* 1980), Basketballspieler
- Petra Soukupová (* 1982), Schriftstellerin und Dramaturgin
- Tereza Hrochová (* 1996), Langstreckenläuferin
- Jan Král (* 1999), Fußballspieler

## Personen, die in Česká Lípa starben
- Balthasar Resinarius († 1544), lutherischer Pfarrer, Bischof, Komponist
- Heinrich Wedrich († 1904), Industrieller, Kunstsammler, Museumsgründer und Mäzen der Stadt Leipa
- Franz Mohaupt († 1916), Komponist, Pädagoge und Autor, der für seine pädagogischen Schriften das Pseudonym Ernst Schelmerding verwendete
- Anton Goldbach Edler von Sulittaborn († 1924 in Neugarten), Offizier, der im Ersten Weltkrieg der k.u.k. Generalität angehörte[1] und 1922 mit dem Militär-Maria-Theresien-Orden ausgezeichnet wurde
- Emil Ressel († 1926), Lehrer, Dichter und Rezitator
- Heinrich (Heinz) Rutha († 1937), Innenarchitekt und Politiker der Sudetendeutschen Partei (SdP), war führendes Mitglied der sudetendeutschen Jugendbewegung nach dem Ersten Weltkrieg, enger Vertrauter Konrad Henleins und Mitbegründer der SdP
- Rudolf Thume († 1945), Fabrikant und Landrat im deutschen Landkreis Böhmisch Leipa
- Emil Ludvík († 2007), Jazzmusiker (Piano, Akkordeon, Bandleader), Filmkomponist und Menschenrechtler

## Persönlichkeiten, die mit der Stadt in Verbindung stehen
- Alfred Knotz (1844–1906), Rechtsanwalt in Böhmisch Leipa und Abgeordneter.
- Franz Hantschel (1844–1940), Arzt, Heimatforscher, Gymnasial-Professor in Böhmisch-Leipa und Mitbegründer des Nordböhmischen Exkursions-Klub